# Dazey (Dakota del Norte)
Dazey es una ciudad ubicada en el condado de Barnes en el estado estadounidense de Dakota del Norte. En el censo de 2010 tenía una población de 104 habitantes y una densidad poblacional de 106,51 personas por km².

## Geografía
Dazey se encuentra ubicada en las coordenadas 47°11′18″N 98°12′3″O / 47.18833, -98.20083. Según la Oficina del Censo de los Estados Unidos, Dazey tiene una superficie total de 0.98 km², de la cual 0.98 km² corresponden a tierra firme y (0%) 0 km² es agua.

## Demografía
Según el censo de 2010, había 104 personas residiendo en Dazey. La densidad de población era de 106,51 hab./km². De los 104 habitantes, Dazey estaba compuesto por el 98.08% blancos, el 0% eran afroamericanos, el 0% eran amerindios, el 0% eran asiáticos, el 0% eran isleños del Pacífico, el 0% eran de otras razas y el 1.92% pertenecían a dos o más razas. Del total de la población el 1.92% eran hispanos o latinos de cualquier raza.